# Lamb Island
Der Lamb oder auch Lamb Island ist eine kleine unbewohnte Insel im Firth of Forth in East Lothian, Schottland. Die Insel liegt zwischen den Inseln Fidra und Craigleith und bildet mit diesen und Bass Rock eine Inselkette vor der Kleinstadt North Berwick. Wie auch die anderen Inseln vor North Berwick ist The Lamb durch vulkanische Aktivität entstanden. Ebenso gibt es dort Seevogelkolonien.
Um die Insel ranken sich mythologische Legenden. Eigentümer der Insel ist der Mentalist Uri Geller.